# Ubaí
Ubaí – miasto i gmina w Brazylii, w stanie Minas Gerais.